# Вильяльба, Родриго
Родри́го Хавье́р Вилья́льба Бени́тес (исп. Rodrigo Javier Villalba Benítez; род. 2 марта 2006, Вильяррика) — парагвайский футболист, полузащитник клуба «Либертад».

## Клубная карьера
Вильяльба — воспитанник клуба «Либертад». В 2022 году Родриго на правах аренды перешёл в «Гвайренью». 16 июля в матче против «Такуари» он дебютировал в парагвайской Примере. В начале 2023 года Вильяльба вернулся в «Либертад». 10 июня в матче против «Спортиво Амелиано» он дебютировал за основной состав. 

## Международная карьера
В 2023 году в составе юношеской сборной Парагвая Вильяльба принял участие в юношеском чемпионате Южной Америки в Эквадоре. На турнире он сыграл в матчах против сборных Чили, Боливии, Перу, Аргентины, Эквадора, а также дважды Венесуэлы. В поединках против венесуэльцев, перуанцев, боливийцев и эквадорцев Родриго забил четыре гола.